# 19912 Aurapenenta
19912 Aurapenenta è un asteroide della fascia principale. Scoperto nel 1955, presenta un'orbita caratterizzata da un semiasse maggiore pari a 2,3782543 UA e da un'eccentricità di 0,2540300, inclinata di 7,24277° rispetto all'eclittica.